# エーヴァ・ルオッパ
エーヴァ・ルオッパ（Eeva Ruoppa、1932年5月2日 - 2013年4月27日）はフィンランド、キュメンラークソ県ミエヒッカラ出身の元クロスカントリースキー選手。1960年代に国際大会で活躍した。
1960年スコーバレーオリンピックではシーリ・ランタネン、トイニ・ミッコラと組んだ3×5kmリレーで銅メダルを獲得、1962年ノルディックスキー世界選手権ではシーリ・ランタネン、ミルヤ・レートネンとともにリレー銅メダルを獲得した。